# Seid nett zu Mr. Sloane
Seid nett zu Mr. Sloane (Originaltitel: Entertaining Mr. Sloane) ist ein Schauspiel in drei Akten des britischen Dramatikers Joe Orton. Es ist sein Erstlingswerk.

## Handlung
Mr. Sloane, ein nett wirkender junger Mann, wird der Untermieter des Geschwisterpaares Kath und Ed sowie deren Vater Kemp.
Die 40-jährige Kath, die einst jung von ihrem Liebhaber verlassen wurde, wird schnell zu der Ersatzmutter und Geliebten Sloanes. Ihr homosexueller Bruder Ed hingegen greift Sloane unter die Arme, indem er ihn in seinen Betrieb holt.
Im weiteren Verlauf lässt Sloane nach und nach seine Maskerade fallen und entpuppt sich als fauler, eingebildeter Schmarotzer, der die Familie mit seinen Stimmungsschwankungen terrorisiert.
Dann glaubt Kemp in Sloane den Mörder seines einstigen Chefs zu erkennen, sodass Sloane sich genötigt sieht, ihn zu ermorden.
Kath und Ed haben dabei nur tatenlos zugeschaut und tarnen anschließend den Mord, denn sie haben begriffen, dass sie Sloane nun in der Hand haben. Keiner der beiden will ihn verlieren. So schließen die beiden den Kompromiss, sich Sloane zukünftig als Liebhaber zu teilen. 

## Aufführungen
Die Uraufführung fand am 6. Mai 1964 im Londoner New Arts Theatre statt. 
Die deutsche Erstaufführung war am 2. November desselben Jahres am Deutschen Schauspielhaus in Hamburg, unter der Regie von Hans Lietzau.
Nach seiner Erstaufführung feierte das Stück am 12. Oktober 1965 seine Premiere am Broadway und wurde unter anderem 1975, 2005, 2007 und 2009 wiederaufgeführt.

## Rezeption
Ortons Erstlingswerk galt zur Zeit der Erscheinung als sehr provokativ, besonders durch die offen dargestellte Homosexualität, die damals noch unter Strafe stand.
Das Stück gilt als amoralisches Stück, dessen Farce wiederum ein Mittel der Moralkritik ist, „... die sich nicht nur gegen die von Orton als krass empfundene Inhumanität und Gefühllosigkeit der Menschen richtet, sondern vor allem auch gegen die Tendenz, diese Inhumanität durch ein scheinhaftes, puritanisch eingefärbtes moralisches selbstverständlich zu verschleiern [...]“, wie Hubert Zapf in Knaurs großem Schauspielführer schreibt.
Der Theaterregisseur Ernst Wendt lobte das Stück und sagte: „...Orton hat die Komik des Perversen entdeckt [...] und er handhabt das Amoralische so gefällig und witzig und leicht, als sei es das Alleralltäglichste: bös, aber nur zu menschlich...“.

## Verfilmungen
Das Stück wurde 1968 für das britische Fernsehen adaptiert. 1970  erschien eine Kinoverfilmung, mit Beryl Reid als Kath, Harry Andrews als Ed und Peter McEnery als Mr. Sloane.